# لامبيوصور

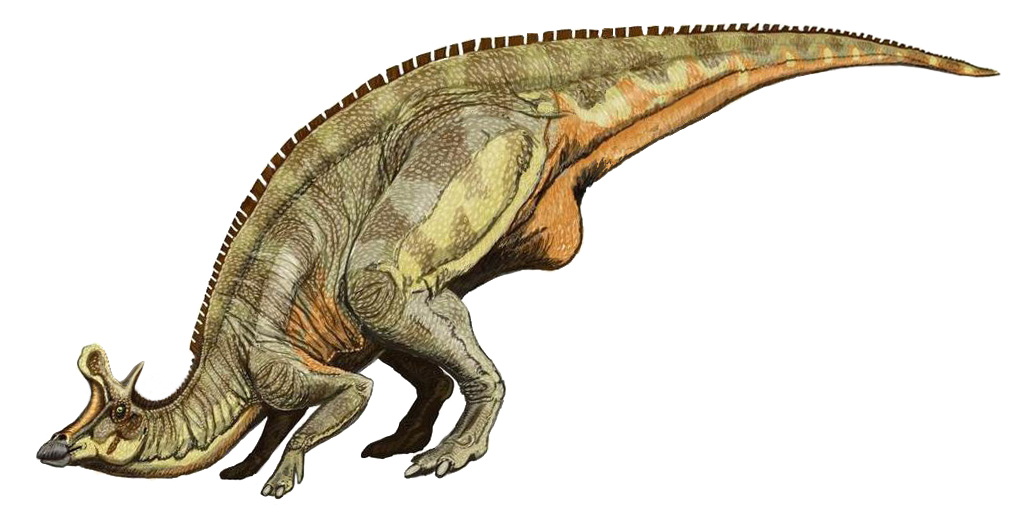
اعادة انشاء اللامبيوصورس

اللامبيوصورس (Lambeosaurus) هو جنس من ديناصورات الهادروصوريات، عاش منذ حوالي 76 إلى 75 مليون سنة مضت خلال مرحلة الكامباني في عصر الطباشيري المتأخر.

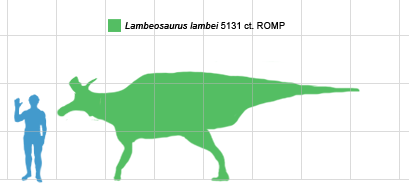
مقارنة حجم اللامبيوصورس مع الإنسان

## وصلات خارجية
- Lambeosaurus Paleobiology Database (technical)
- Lambeosaurus Natural History Museum
- Lambeosaurinae at Thescelosaurus!